# 루스말렌난쟁이마모셋
루스말렌난쟁이마모셋(또는 검은관난쟁이마모셋, Callibella humilis)은 작은 신세계원숭이의 일종으로 브라질의 아마존 우림과 마데이라강 하류의 동쪽 제방 지역, 아리푸아낭강 하류의 서쪽 제방 지역이 원산지이다. 아마존 지역에 사는 영장류 중에서 가장 적게 분포되어 있다. 이들 마모셋은 몇 가지 독특한 특성을 지니고 있어서, 루스말렌난쟁이마모셋속(Callibella)의 단일 종으로 분류된다.
마나우스 시에서 남쪽으로 약400 km 떨어진 지역에서 발견된 이후, 1998년에 처음 명명되었다. 1996년, 발견자 마크 반 루스말렌은 강가 상인에게서 루스말렌난쟁이원숭이 한 마리가 들어 있는 우유통 하나를 건네받았다. 그는 이 원숭이를 피그미마모셋의 친척인 새로운 종으로 의심했지만, 그 당시에는 정확한 기원을 알지 못했다. 이어진 하나의 장기간의 탐사에서, 루스말렌난쟁이원숭이는 브라질 아마조나스주 동남부에 있는 노바 올리다의 도시 근처에서 발견되었다. 현지인들은 그 원숭이의 사진 한 장을 보여주었고, "조그-조그"(Zog-Zog)라고 불리는 그 원숭이가 있는 곳을 아는지 물었다.
다 자란 루스말렌난쟁이마모셋의 신장은 38-39 cm이고, 꼬리는 22-24 cm이고, 체중은 150-185 g이다. 이 종은 원숭이 중에서 두 번째로 작은 종으로, 더 작은 종은 이들의 친척인 피그미마모셋뿐이다. 루스말렌난쟁이원숭이의 윗쪽 부분은 대부분 어두운 올리브-갈색을 띠는 반면에 아랫쪽 부분은 엷고 희미한 노란색이다. 희끄무레한 색의 머리털이, 털이 없고 엷은 핑크빛의 얼굴을 테를 둘러 둥글게 감싸고 있다. 머리 위쪽 부분인, 관(冠)은 검은 빛을 띠기 때문에 루스말렌난쟁이마모셋을 "검은관난쟁이마모셋"이라고도 부른다. 나무 수액을 먹이로 하는 다른 마모셋들처럼, 이들의 발톱의 인간의 발톱(nail)보다는 고양이의 발톱(claw)과 비슷하다. 이들은 또한 다른 마모셋과 비슷한 이빨을 지니고 있다.
마모셋 중에서는 특이하게도, 마모셋이 보통 한 번에 2마리의 새끼를 낳은 것에 비해 단지 한 마리만을 낳는다. 마모셋은 흔히 세력권세의 습성이 많지만, 루스말렌난쟁이마모셋의 경우는 그렇지 않아서, 새끼를 얻기 위해, 한 집단 내에 한 마리의 유일한 암컷이 있지 않고, 여러 암컷이 있는 것이 보통이다.

## 계통 분류
비단원숭이과의 계통 분류는 다음과 같다.
|  | 사자타마린속                                                                                  |
|  |                                                                                               |
|  | \| \| 괼디원숭이속 \| \| \| \| \| \| 마모셋(비단마모셋속, 미코속, 피그미마모셋속) \| \| \| \| |
|  |                                                                                               |
|  | 괼디원숭이속                                                                                  |
|  |                                                                                               |
|  | 마모셋(비단마모셋속, 미코속, 피그미마모셋속)                                                  |
|  |                                                                                               |

|  | 괼디원숭이속                                 |
|  |                                              |
|  | 마모셋(비단마모셋속, 미코속, 피그미마모셋속) |
|  |                                              |

|  | 검은망토타마린속 |
|  |                  |
|  | 타마린속         |
|  |                  |

|  | 사자타마린속                                                                                  |
|  |                                                                                               |
|  | \| \| 괼디원숭이속 \| \| \| \| \| \| 마모셋(비단마모셋속, 미코속, 피그미마모셋속) \| \| \| \| |
|  |                                                                                               |
|  | 괼디원숭이속                                                                                  |
|  |                                                                                               |
|  | 마모셋(비단마모셋속, 미코속, 피그미마모셋속)                                                  |
|  |                                                                                               |

|  | 괼디원숭이속                                 |
|  |                                              |
|  | 마모셋(비단마모셋속, 미코속, 피그미마모셋속) |
|  |                                              |

|  | 검은망토타마린속 |
|  |                  |
|  | 타마린속         |
|  |                  |